# Livro sagrado

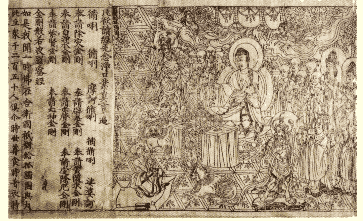
Uma página do Sutra do Diamante, publicado no ano nono da Era Xiantongue da Dinastia Tangue, ou seja, 868

Livros sagrados são conjuntos de textos que são considerados de inspiração divina ou recebidos diretamente de um Deus. Também são, muitas vezes, referenciados como sagradas escrituras ou, simplesmente, escrituras.
Entre os mais antigos, estão o Rigveda, do hinduísmo, que terá sido redigido entre 1 500 e 1 300 a.C.. A primeira escritura impressa para distribuição em massa foi o Sutra do Diamante, um texto budista, de que é conhecida uma edição de 868 d.C.

## Textos
Muitas religiões possuem textos sagrados. Entre os mais conhecidos, estão as diversas Bíblias cristãs, o Alcorão islâmico, o Torá judaico e muitos outros.

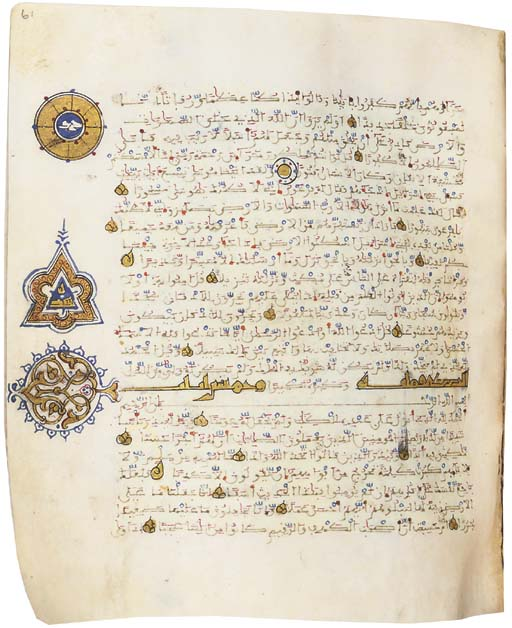
Uma página do Alcorão, de Alandalus, do século XII

## Livros
Os livros sagrados são obras literárias presentes nas principais religiões cujos autores teriam recebido uma possível revelação Divina. Na opinião dos adeptos das respectivas religiões, tais autores eram pessoas iluminadas, que podiam se comunicar com as divindades inspiradoras. São considerados profetas, muitas vezes.
São exemplos de livros sagrados (de acordo com a respectiva religião):

### Livros sagrados por religião

#### Budismo
- O Livro Tibetano dos Mortos
- Sutra do Coração
- Sutra do Diamante
- Sutra do Lótus
- Tripitaca
  - Abidarma
  - Suta Pitaca
    - Darmapada

#### Confucionismo
- Cinco Clássicos
  - Clássico da Poesia
  - Clássico dos Ritos
  - I Ching
  - Os Anais de Primavera e Outono
  - Shujing
- Quatro Livros
  - Analectos de Confúcio

#### Cristianismo

##### ABíblia
O conteúdo das Bíblias cristãs difere por denominação.
- O Cânone de Trento define uma lista canônica de livros da Bíblia Católica que inclui todo o cânone de 73 livros reconhecido pela Igreja Católica, incluindo os livros deuterocanônicos. (Nas versões da Vulgata latina, 3 Esdras, 4 Esdras e a Oração de Manassés estão incluídos em um apêndice, mas são considerados não canônicos).
- A maioria das Bíblias protestantes inclui os 24 livros da Bíblia Hebraica (os livros protocanônicos) divididos de forma diferente (em 39 livros) e os 27 livros do Novo Testamento com um total de 66 livros. Algumas denominações (por exemplo, anglicanismo) também incluem os 15 livros apócrifos bíblicos entre o Antigo e o Novo Testamento, com um total de 81 livros.
- As Bíblias grega e ortodoxa oriental incluem os anagignoskomena, que consistem nos deuterocanônicos católicos, mais 3 Macabeus, Salmo 151, a Oração de Manassés e 3 Esdras; O Quarto Livro dos Macabeus é considerado canônico pela Igreja Ortodoxa da Geórgia. A Septuaginta, a tradução grega do Antigo Testamento, é oficial.
- A Igreja do Oriente inclui a maioria dos livros deuterocanônicos do Antigo Testamento que são encontrados na Peshitta (a versão siríaca da Bíblia). O Novo Testamento em versões modernas contém os 5 livros disputados (2 Pedro, 2 João, 3 João, Judas e Apocalipse) que foram originalmente excluídos.
- Na Ortodoxia Oriental, o cânone bíblico difere em cada Patriarcado.
  - A Igreja Ortodoxa Apostólica Armênia incluiu várias vezes uma variedade de livros no Novo Testamento que não estão incluídos nos cânones de outras tradições.
  - A Igreja Ortodoxa Etíope Tewahedo e a Igreja Ortodoxa Eritreia aceitam vários livros de acordo com os Cânones Estreito ou Mais Amplo, mas sempre inclui todo os deuterocanônicos católicos, a Oração de Manassés, 3 Esdras, 4 Esdras e O Livro de Josippon. Eles também podem incluir o Livro dos Jubileus, Livro de Enoque, 1 Baruque, 4 Baruque, bem como 1, 2 e 3 Macabeus Etíopes (sem relação com os Livros dos Macabeus). O Novo Testamento contém os Sinodos, os Livros da Aliança, Clemente e a Didascalia.
  - Algumas igrejas sírias, independentemente de serem católicas orientais, nestorianas, orientais ou ortodoxas orientais, aceitam a Carta de Baruque em seu cânone.
  - Alguns dos primeiros quakers também incluíram a Epístola aos Laodicenses.

##### Igreja de Jesus Cristo dos Santos dos Últimos Dias(Mórmons)
- Bíblia
- Livro de Mórmon
- Doutrina e Convênios
- Pérola de Grande Valor

##### Igreja da Unificação
- Bíblia
- O Princípio Divino[1][2]

##### Movimento rastafári
- A Bíblia (cânone da Igreja Ortodoxa Etíope)
- Kebra Negast
- Santo Piby
- Os discursos e escritos de Haile Selassie I (incluindo sua autobiografia My Life and Ethiopia's Progress).

##### Doutrinas e Leis

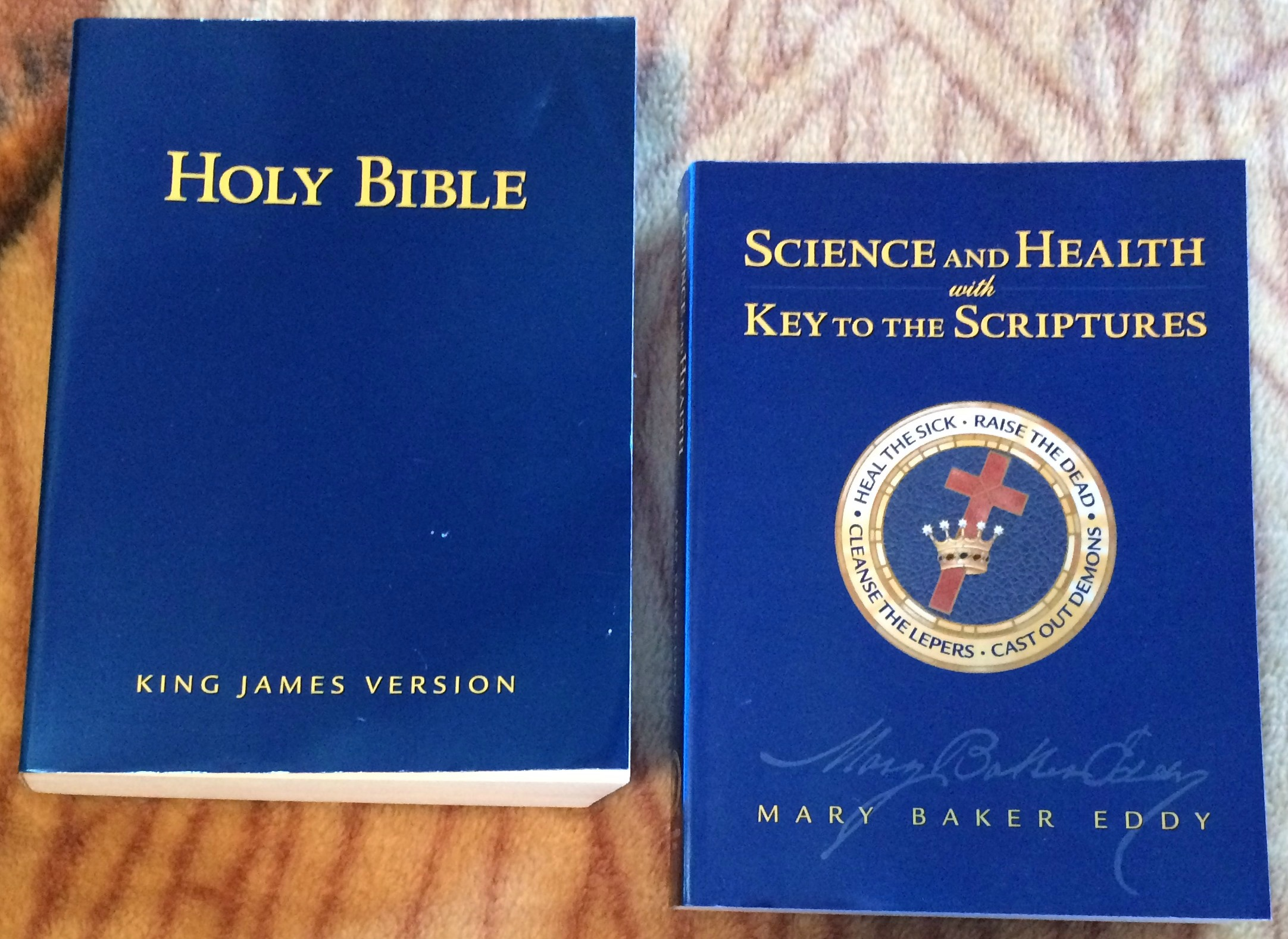
A Bíblia (à esquerda) e o livro Ciência e Saúde com a Chave das Escrituras (à direita) servem como pastor da igreja da Ciência Cristã.

Várias denominações cristãs têm textos que definem as doutrinas do grupo ou estabelecem leis que são consideradas obrigatórias. Os grupos consideram que estes variam em permanência de interpretações inquestionáveis de revelações divinas a decisões humanas feitas por conveniência ou elucidação que estão sujeitas a reconsideração.
- Doutrinas como a Trindade, o nascimento virginal e a expiação.
- Os Dez Mandamentos, também conhecidos no Cristianismo como Decálogo, são um conjunto de princípios bíblicos relacionados à ética e adoração.
- O livro da Ciência Cristã Ciência e Saúde com a Chave das Escrituras, de Mary Baker Eddy, junto com a Bíblia, serve como o "pastor impessoal" permanente da Igreja de Cristo, Cientista.
- Os Adventistas do Sétimo Dia consideram os escritos de Ellen White um status elevado, embora não igual à Bíblia, visto que ela é considerada uma profetisa inspirada.
- O Swedenborgianismo é definido pelas interpretações bíblicas de Emanuel Swedenborg começando com Arcana Coelestia.
- No catolicismo, o conceito de Magistério reserva questões de interpretação religiosa à Igreja, com vários níveis de infalibilidade expressos em vários documentos.
- A infalibilidade da Igreja é aplicada a:
  - Na Igreja Católica, infalibilidade papal de um número muito pequeno de decretos papais. A maioria dos documentos produzidos pelo Papa, incluindo o Catecismo da Igreja Católica, são considerados sujeitos a revisão.
- Para as decisões dos concílios ecumênicos em denominações católicas, alguns ortodoxos e algumas protestantes, embora as denominações não católicas só aceitem certos concílios como genuinamente ecumênicos.
- O Manual de Doutrina do Exército de Salvação.[3]
- Transubstanciação e ensinamentos marianos na teologia católica romana. O departamento da Santa Sé que trata das questões de doutrina é denominado Congregação para a Doutrina da Fé.[4][5]
- A distinta doutrina calvinista da "dupla" predestinação.

#### Discordianismo
- Principia Discordia

#### Espiritismo
- A Gênese
- O Céu e o Inferno
- O Evangelho segundo o Espiritismo
- O Livro dos Espíritos
- O Livro dos Médiuns

#### Fé Bahá'í
- Kitáb-i-Aqdas
- Kitáb-i-Íqán
- Palavras Ocultas
- Epístola ao Filho do Lobo
- Os Sete Vales
- Joias dos Mistérios Divinos
- Epístolas de Bahá'u'lláh
- O Tabernáculo da Unidade
- O Chamado do Senhor das Hostes
- O Segredo da Civilização Divina
- Epístolas do Plano Divino
- A Última Vontade e Testamento

#### Hinduísmo
- Mahabharata
- Bhagavad Gita
- Upanishad
- Shruti
- Vedas
  - Rig Veda
  - Samaveda
  - Iajurveda
  - Atarvaveda
- Ioga Sutras

#### Igreja de Satã
- Bíblia Satânica

#### Islamismo
- Alcorão (Corão)
- Suna
- Hadith

#### Judaísmo
- Torá
- Tanaque
- Talmude
- Mitzvá
- Sefer Yetzirah
- Textos primários da Cabalá

#### Pastafarianismo
- Evangelho do Monstro do Espaguete Voador

#### Religião asteca
- Grupo Borgia

#### Religião maia
- Popol Vuh

#### Religião na Grécia Antiga
- As Argonáuticas (Apolónio de Rodes)
- Hinos homéricos
- Ilíada
- Máximas délficas
- Odisseia
- Teogonia

#### Religião no Egito Antigo
- Grande Hino a Aton
- Litania de Rá
- Livro da Vaca Celestial
- Livro dos Mortos
- Textos das Pirâmides
- Textos dos Sarcófagos

#### Siquismo
- Guru Granth Sahib

#### Taoismo
- Tao Te Ching

- Zhuāngzǐ
- Liezi

#### Thelema
- Os Livros Sagrados de Thelema, especialmente O Livro da Lei.

##### Wicca
- Livro das Sombras
- Lei Tríplice
- Rede

#### Xintoísmo
- Kojiki
- Rikkokushi, que inclui o Nihon Shoki e o Shoku Nihongi.
- Fudoki
- Jinnō Shōtōki
- Kujiki

#### Zoroastrismo

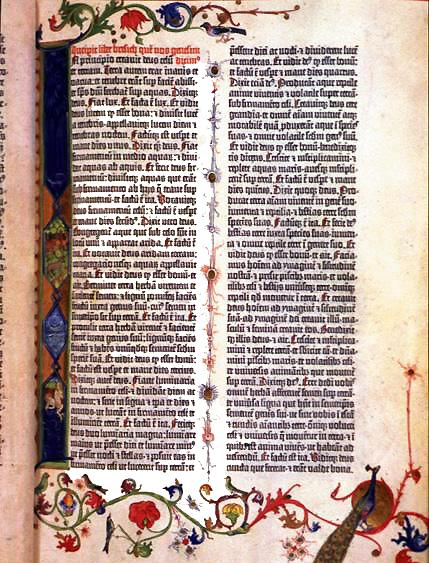
Bíblia de Gutenberg de 1455. O primeiro livro impresso no Ocidente

- Avestá
  - Iasna
    - Gatas

## Atitudes
As atitudes perante os textos sagrados diferem. Enquanto algumas religiões difundem livremente as suas escrituras, outras consideram-nas um segredo que só pode ser revelado aos fiéis e iniciados.
Algumas religiões assumem que as suas escrituras são "a palavra de Deus" e, como tal, são infalíveis e inalteráveis, procurando impedir qualquer alteração e estabelecendo um cânone dos textos que são efectivamente considerados sagrados.
Sendo, muitas vezes, traduzidos para línguas modernas, reconhecem, habitualmente, a superioridade da língua sagrada original, como mais próxima da inspiração divina.